# Bizovičar
Bizovičar je priimek v Sloveniji, ki ga je po podatkih Statističnega urada Republike Slovenije na dan 1. januarja 2010 uporabljalo 113 oseb in je med vsemi priimki po pogostosti uporabe uvrščen na 3.906. mesto.

## Znani nosilci priimka
- Lado Bizovičar (*1976), rock pevec, televizijski voditelj in igralec
- Matej Bizovičar (*1969), slikar, likovni ustvarjalec in pedagog
- Milan Bizovičar (1927–2006), slikar, ilustrator
- Nataša Bizovičar, zdravnica fiziatrinja
- Živa Bizovičar (*1998), gledališka in radijska režiserka